# أبابينيلي
أبابينيلي (بالإنجليزية: Ababinili)‏ هي روح النار باعتبارها متميزة من روح الشمس عند السكان الأصليين في أمريكا الشمالية.